# Combate de Acoyte
El Combate de Acoyte, ocurrido el 11 de febrero de 1818, fue un enfrentamiento en el marco de la guerra gaucha, en el que 20 gauchos comandados por Bonifacio Ruiz de los Llanos, y pertenecientes a las fuerzas del general Martín Güemes, derrotaron a una columna de 200 hombres del ejército realista español del general Olañeta.
El suceso tuvo lugar cerca del pequeño pueblo de Acoyte, en el extremo noroeste de la Provincia de Salta.
El coronel Bonifacio Ruiz de los Llanos, a partir de 1815 revistaba en las partidas gauchas del entonces coronel Güemes, y fue ascendido a teniente 1º, a la vez que fue designado Segundo Jefe del Escuadrón Gauchos del Valle de Cachi. Poco después, debido a su intrepidez, fue trasladado al comando de los Infernales con el grado de capitán, a cuyo frente participó de las acciones de 1817 contra José de La Serna. Un año después habría de encontrarse en el triunfo de Acoyte con el que se hizo acreedor del título de “intrépido” y el ascenso al grado de teniente coronel.
En Buenos Aires, existe la Estación Acoyte, ubicada sobre una de las principales avenidas de la ciudad, la Av. Rivadavia, en la intersección con la Av. Acoyte, en el barrio de Caballito. También existe la calle Acoyte en el barrio Alto General Paz de la Ciudad de Córdoba.
- Datos: Q5778563